# Prithviraj Sukumaran
Pour les articles homonymes, voir Sukumaran.
Prithviraj Sukumaran (/pr̩t̪ʰʋiɾaːd͡ʒ/ ; né le 16 octobre 1982, est un acteur, réalisateur, producteur et chanteur indien principalement actif dans le cinéma malayalam.
Il joue également dans des films tamouls, hindis et télougous, ajoutant à son actif plus de 100 films impliquant divers genres et une variété de rôles. Les distinctions de Prithviraj Sukumaran comprennent un National Film Award, quatre Kerala State Film Awards, un Tamil Nadu State Film Award, sept SIIMA Awards et un South Filmfare Award.
Prithviraj Sukumaran fait ses débuts d'acteur avec le film à succès Nandanam (2002). Après une baisse de carrière, il fait un retour avec Classmates (2006), le film malayalam le plus rentable de l'année, et est devenu le plus jeune récipiendaire du Kerala State Film Award du meilleur acteur pour Vaasthavam (2006). Il jo ensuite un musicien dans la comédie romantique tamoule Mozhi (2007) et s'est aventuré dans le chant playback avec Puthiya Mukham (2009) avant de remporter son deuxième Kerala State Film Award du meilleur acteur pour le drame médical Ayalum Njanum Thammil et le film biographique Celluloid (tous deux en 2010).
En 2010, Prithviraj Sukumaran rejoint la maison de production August Cinema. Il coproduit et dirige Urumi et Indian Rupee (tous deux en 2011) ; ce dernier remporte le National Film Award du meilleur long métrage en malayalam et le Kerala State Film Award du meilleur film. Il remporte le Tamil Nadu State Film Award du meilleur méchant pour Kaaviya Thalaivan (2014) et connait d'autres succès avec Ennu Ninte Moideen (2015) et Ezra (2017). Après avoir quitté August Cinema en 2017, il lance Prithviraj Productions de manière indépendante, qui a d'abord soutenu 9 (2019). Prithviraj Sukumaran fait ses débuts en tant que réalisateur avec Lucifer (2019), le film malayalam le plus rentable à ce moment-là. Il a depuis remporté un succès critique et commercial avec Driving Licence (en) (2019), Ayyappanum Koshiyum (2020), Jana Gana Mana (2022), Kaduva (en) (2022), The Goat Life (2024) et Guruvayoor Ambalanadayil (2024) et joue un rôle central dans le film d'action Telugu Salaar (2023),,,.

## Jeunesse, famille et éducation

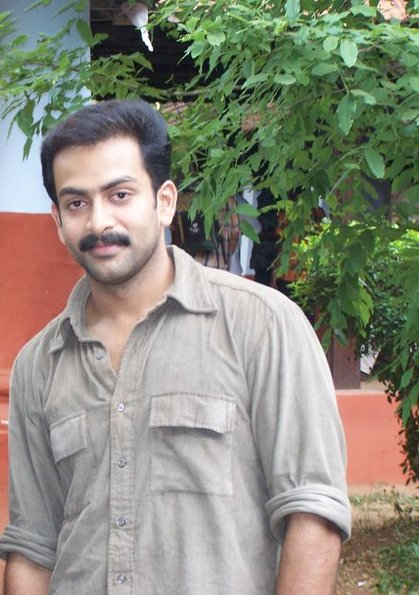
Prithviraj Sukumaran en 2005.

Prithviraj Sukumaran naît le 16 octobre 1982 des acteurs Sukumaran et Mallika Sukumaran à Trivandrum.
En 2013, Prithviraj Sukumaran sort trois films : Celluloid, Mumbai Police et Memories, qui sont tous des succès critiques et commerciaux. Il interprète JC Daniel dans Celluloid, pour lequel il remporte son deuxième Kerala State Film Award du meilleur acteur. Il joue également le rôle d'un policier dans Aurangzeb, réalisé par Athul Sabharwal et produit par Yash Raj Films, qui est son deuxième projet dans le cinéma hindi.

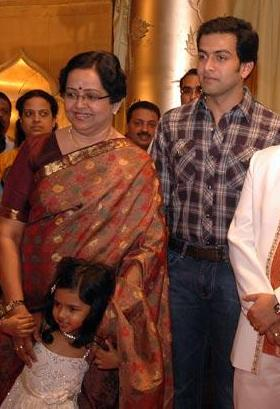
Prithviraj Sukumaran avec sa mère Mallika Sukumaran et sa nièce Prarthana Indrajith lors d'un événement en 2009.

Prithviraj Sukumaran fait ses débuts de réalisateur en 2019 avec le film Lucifer, avec Mohanlal. Le film est le film malayalam le plus rentable cette année-là. Au cours des années suivantes, il joue dans la comédie dramatique Driving Licence (en) (2019), Ayyappanum Koshiyum (2020), Jana Gana Mana (2022), Kaduva (en) (2022) et Salaar : Part 1 – Ceasefire (2023), qui ont tous connu un succès au box-office. Cependant, Brother's Day, Kaapa et Gold ont échoué au box-office. En 2024, il joue dans le drame de survie, The Goat Life (Aadujeevitham), réalisé par Blessy. Prithviraj Sukumaran avait été choisi pour le projet seize ans auparavant, en 2008. The Goat Life connait un succès critique et commercial, Prithviraj étant salué par la critique pour sa performance. Son deuxième film, la comédie dramatique Guruvayoor Ambalanadayil, est également un succès commercial.

## Vie personnelle
Prithviraj épouse le 25 avril 2011 la journaliste de la BBC India Supriya Menon lors d'une cérémonie privée tenue à Palakkad,. Ils ont une fille, née en 2014. Prithviraj et sa famille résident à Thevara, Kochi (Cochin),.

## Filmographie partielle

### Au cinéma

#### Réalisation et acteur
- 2019 : Lucifer
- 2022 : Bro Daddy

#### Acteur
- 2023 : Salaar : Part 1 – Ceasefire
- 2024 : The Goat Life

## Autres projets
Prithviraj Productions est une société de production et de distribution de films indienne basée à Cochin, créée en 2017 par Prithviraj et son épouse Supriya Menon. Depuis lors, elle a produit et distribué plus de dix films,.

### Projets réalisés par Prithviraj Productions
| Année | Film                       | Réalisation          | Production | Distribution | Langue    | Notes                                   | Ref.   |
| ----- | -------------------------- | -------------------- | ---------- | ------------ | --------- | --------------------------------------- | ------ |
| 2019  | 9                          | Jenuse Mohamed       | Oui        |              | Malayalam |                                         | [ 24 ] |
| 2019  | Petta                      | Karthik Subbaraj     |            | Oui          | Tamil     |                                         | [ 25 ] |
| 2019  | Bigil                      | Atlee                |            | Oui          | Tamil     |                                         | [ 26 ] |
| 2019  | Driving Licence (en)       | Lal Jr.              | Oui        |              | Malayalam |                                         | [ 27 ] |
| 2021  | Master                     | Lokesh Kanagaraj     |            | Oui          | Tamil     |                                         | [ 28 ] |
| 2021  | Kuruthi                    | Manu Warrier         | Oui        |              | Malayalam |                                         | [ 29 ] |
| 2021  | Doctor                     | Nelson Dilipkumar    |            | Oui          | Tamil     |                                         | [ 30 ] |
| 2021  | 83                         | Kabir Khan           |            | Oui          | Hindi     |                                         |        |
| 2022  | Bro Daddy                  | Prithviraj Sukumaran |            |              | Malayalam | Project Design                          | [ 31 ] |
| 2022  | KGF: Chapter 2             | Prashanth Neel       |            | Oui          | Kannada   | Distribution de la version en malayalam | [ 32 ] |
| 2022  | Jana Gana Mana             | Dijo Jose Antony     | Oui        |              | Malayalam |                                         | [ 33 ] |
| 2022  | 777 Charlie                | Kiranraj K.          |            | Oui          | Kannada   | Distribution de la version en malayalam | ,      |
| 2022  | Kaduva (en)                | Shaji Kailas         | Oui        |              | Malayalam |                                         | [ 36 ] |
| 2022  | Kantara                    | Rishab Shetty        |            | Oui          | Kannada   | Distribution de la version en malayalam | [ 37 ] |
| 2022  | Kumari                     | Nirmal Sahadev       |            | Oui          | Malayalam |                                         | [ 38 ] |
| 2022  | Gold                       | Alphonse Puthren     | Oui        |              | Malayalam |                                         | [ 39 ] |
| 2023  | Selfiee                    | Raj Mehta            | Oui        |              | Hindi     | Remake de Driving Licence (en)          | ,      |
| 2023  | Salaar: Part 1 – Ceasefire | Prashanth Neel       |            | Oui          | Telugu    | Distribution de la version en malayalam | [ 43 ] |
| 2024  | The Goat Life              | Blessy               |            | Oui          | Malayalam |                                         | [ 44 ] |
| 2024  | Guruvayoor Ambalanadayil   | Vipin Das            | Oui        |              | Malayalam |                                         | [ 45 ] |

## Prix
| Année | Prix                                   | Catégorie                       | Film                                                         | Ref.   |
| ----- | -------------------------------------- | ------------------------------- | ------------------------------------------------------------ | ------ |
| 2011  | National Film Awards                   | Best Feature Film in Malayalam  | Indian Rupee                                                 |        |
| 2006  | Kerala State Film Awards               | Meilleur acteur                 | Vaasthavam                                                   | [ 46 ] |
| 2011  | Kerala State Film Awards               | Best Film                       | Indian Rupee (partagé avec Santhosh Sivan et Shaji Nadeshan) |        |
| 2012  | Kerala State Film Awards               | Meilleur acteur                 | Celluloid Ayalum Njanum Thammil                              | [ 5 ]  |
| 2023  | Kerala State Film Awards               | Meilleur acteur                 | The Goat Life                                                | [ 47 ] |
| 2013  | Filmfare Awards South                  | Critics Best Actor – Malayalam  | Celluloid                                                    | [ 48 ] |
| 2003  | Kerala Film Critics Association Awards | Meilleur acteur                 | Meerayude Dukhavum Muthuvinte Swapnavum                      |        |
| 2011  | Kerala Film Critics Association Awards | Prix spécial du jury (Acteur)   | Urumi Indian Rupee                                           |        |
| 2015  | Kerala Film Critics Association Awards | Meilleur acteur                 | Ennu Ninte Moideen                                           |        |
| 2019  | Kerala Film Critics Association Awards | Prix spécial du jury (Director) | Lucifer                                                      |        |
| 2020  | Kerala Film Critics Association Awards | Meilleur acteur                 | Ayyappanum Koshiyum                                          |        |
| 2014  | Tamil Nadu State Film Awards           | Best Villain                    | Kaaviya Thalaivan                                            | [ 49 ] |